# Gravity (chanson de Pixie Lott)
Pour les articles homonymes, voir Gravity.
Gravity extrait  4e singlequatrième single du premier album, Turn It Up de la chanteuse britannique Pixie Lott. Produit par Jonas Jeberg et Cutfather, il est sorti au Royaume-Uni le 8 mars 2010. Il s'est classé 20e des ventes britanniques, ainsi que 42e des ventes en Irlande.

## Contexte et écriture
Gravity a été coécrite par l'auteur-compositeur norvégien Ina Wroldsen, le duo danois Jonas Jeberg & Cutfather (Kylie Minogue, Pussycat Dolls) et l'auteur-compositeur et producteur dano-américain Lucas Secon (qui a travaillé avec les Pussycat Dolls, Sugababes et Sean Kingston, entre autres).

## Accueil critique
Gravity a reçu des critiques de mitigées à positives de la part des critiques musicaux. Fraser McAlpine du BBC Chart Blog a donné un avis mitigé à la chanson, déclarant « qu'il y a un gros problème avec cette chanson, un problème qu'il faudra plus qu'une interpretation passionnée et une production immaculée pour le contourner ». Il a également comparé la chanson à No Air de la chanteuse américaine Jordin Sparks. Néanmoins, lors de sa critique de Turn It Up, le rédacteur musical de Digital Spy, Nick Levine, a qualifié le titre comme l'un des points forts de l'album.

## Classement
| Chart (2010)                   | Peak position |
| ------------------------------ | ------------- |
| Europe (Hot 100)               | 57            |
| Irlande                        | 42            |
| Écosse (OCC)                   | 19            |
| Royaume-Uni (UK Singles Chart) | 20            |

## Vidéoclip
Le clip de Gravity a été tourné en janvier 2010 et diffusé en exclusivité au Royaume-Uni le 6 février sur Channel 4. Le clip alterne des scènes où la chanteuse, vêtue d'une robe noire, est allongée sur un sol brillant et d'autres où Pixie Lott est engagée dans une chorégraphie avec deux filles.